# Freeline skate
 (février 2013).
Si vous disposez d'ouvrages ou d'articles de référence ou si vous connaissez des sites web de qualité traitant du thème abordé ici, merci de compléter l'article en donnant les références utiles à sa vérifiabilité et en les liant à la section « Notes et références ».
Le freeline skate est une variante du skateboard, proche du snakeboard (aussi appelé streetboard), du roller et de la waveboard.

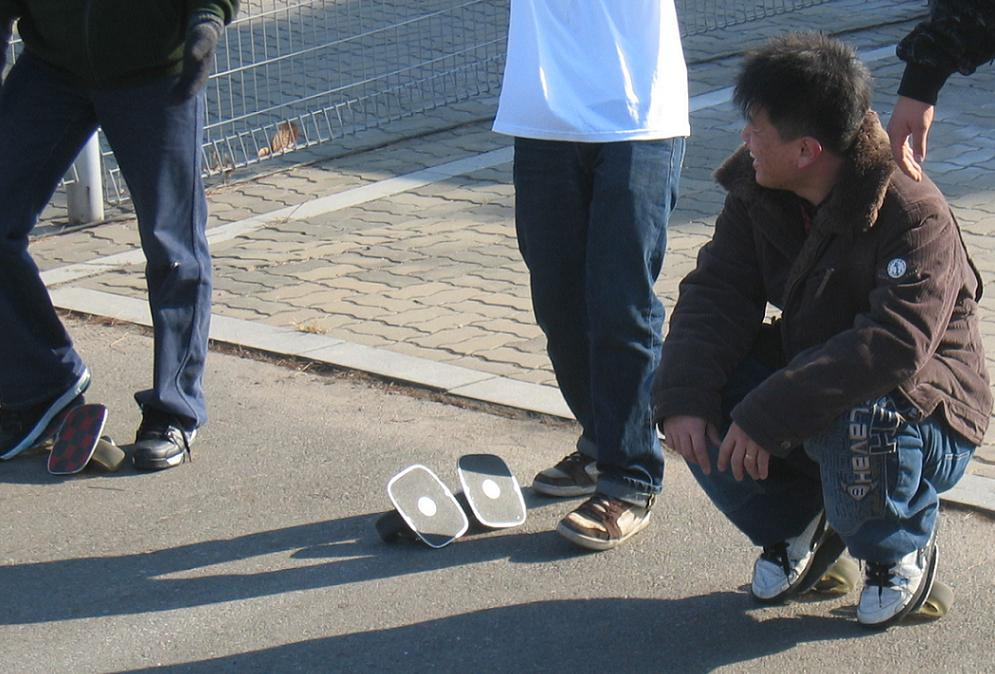
Utilisateurs de Freeline à Séoul

## Description
Inventés par Ryan Farelly, les freeline skates sont une sorte de streetboard auquel on aurait retiré l'axe principal : ce sont donc deux morceaux non connexes. Les pieds ne sont pas fixés. Le mouvement se fait comme en streetboard, par rotation successive de chaque pied dans le sens de la marche ; ce mouvement est aidé par le fait que les pieds ne sont pas tout à fait perpendiculaires aux roues.
Le seul fabricant de skates est Freeline Skates, Inc. aux États-Unis. Chaque planche mesure 165 mm par 138 mm et se situe à 98,5 mm du sol. Les roues ont une taille spécifique, 70 mm de diamètre par 44 mm de largeur. Les roulements initiaux sont ABEC 5 et sont au format standard.
Depuis début 2011, deux modèles sont disponibles :
- Freeline Skates OG: ils sont constitués d'un plateau et d'un bras en aluminium sans soudure (qualité aviation), de roues avec leur roulement (gomme) et d'un grip.
- Freeline Skates Grom: ils sont constitués d'un deck en bois, d'un bras en aluminium, de roues avec leur roulement et d'un grip.

Les Freeline Grom sont destinés aux juniors et aux débutants etpermettent de découvrir le sport à moindre prix avec sa structure en bois. Les Freeline OG restent le modèle connu historique en métal.
Depuis 2013 un nouveau modèle fait son apparition:
- Freeline Skates Pro

Les Freeline Skates Pro constituent un compromis entre les O.G.'s et les Grom: la planche est en bois comme les Grom mais la structure métallique qui accueille les roues reprend la forme en "S" des O.G.'s